# ادوارد زوئیک
ادوارد زوئیک (به انگلیسی: Edward M. Zwick) کارگردان، تهیه‌کننده و فیلم‌نامه‌نویس آمریکایی است. وی از سال ۱۹۸۳ مشغول فعالیت بوده و آثار درخشانی همچون افسانه‌های خزان، آخرین سامورایی و الماس خونین را در کارنامه خود دارد.

## زندگی‌نامه
ادوارد زوئیک، در ۸ اکتبر ۱۹۵۲ در شهر شیکاگو واقع در ایالت ایلینوی به دنیا آمد. در دانشگاه هاروارد، در رشته ادبیات تحصیل کرد. پس از فارغ‌التحصیلی از دانشگاه هاروارد به مدرسه سینمایی لس آنجلس رفت و در آنجا سینما خواند. پس از فراغت از تحصیل، مدتی به روزنامه‌نگاری پرداخت. در سال ۱۹۷۶، دست‌اندرکاران یک مجموعه تلویزیونی که فیلم دانشجویی او به نام «تیموتی و فرشته»، را دیده بودند او را به عنوان ویراستار داستان استخدام کردند. این مجموعه تلویزیونی «خانواده» نام داشت و زوئیک توانست طی چهار سال بعد، هم کارگردان، هم نویسنده و در نهایت تهیه‌کننده این مجموعه شود. پس از این مجموعه، در سال ۱۹۸۲ دو مجموعه تلویزیونی دیگر به نام‌های «عروسک‌های کاغذی» و Having It All را نیز ساخت.
زوئیک در سال ۱۹۸۴ به همراه همکار خود، مارشال هرسکوویتز (Marshall Herskovitz)، کمپانی بدفورد فالز پروداکشنز را به راه انداخت و دو سال بعد یعنی ۱۹۸۶، اولین فیلم بلند سینمایی خود به نام «دربارهٔ دیشب» را ساخت. دربارهٔ دیشب اقتباسی بود از یکی از نمایش نامه‌های دیوید مامیت، نمایش‌نامه‌نویس و فیلم‌نامه‌نویس مطرح آمریکایی. دربارهٔ دیشب، فیلم متوسطی بود دربارهٔ مواجه یک زوج جوان با واقعیت‌های زندگی و فراز و نشیب‌هایی است که در رابطه میان آن دو به وقوع می‌پیوندد.
زوئیک در سال ۱۹۸۷ دوباره به تلویزیون روی می‌آورد و یک مجموعه تلویزیونی به نام «حدوداً سی ساله» را می‌سازد. یک سال بعد یعنی در ۱۹۸۹ بهترین فیلمش و یکی از بهترین فیلم‌های آمریکا در دهه هشتاد را می‌سازد. این فیلم «افتخار» نام داشت، و ماجرای آن دربارهٔ نخستین جوخه سربازان سیاه‌پوست آمریکایی در دوره جنگ‌های داخلی آمریکا بود که یک افسر جوان سفیدپوست هدایت آن‌ها را به عهده داشت. این فیلم در واقع یک ادای احترام پرشور و دیرهنگام به سربازان سیاه‌پوست بود. فیلم‌برداری زیبای فیلم، بازی‌های خوب و بدون نقص، فیلم نامه قوی و یک تدوین خوب، از ویژگی‌های ممتاز فیلم بود. افتخار در سال ۱۹۹۰ در جایزه اسکار نسبتاً موفق بود و اسکار رشته‌های فیلمبرداری، صدا و بهترین بازیگر نقش مکمل مرد را برای بازی «دنزل واشنگتن» به دست آورد.
در سال ۱۹۹۲، زوئیک فیلم ترک کردن عادی را ساخت. او در این فیلم سعی کرد داستانی حماسی مانند افتخار را، این بار در ابعاد کوچکتر به تصویر بکشد، اما در این زمینه چندان موفق نبود و فیلم از سوی تماشاگران استقبال چندانی نشد.
فیلم بعدی زوئیک با نام «افسانه‌های خزان» (۱۹۹۴) یک درام خانوادگی و پیچ در پیچ بود که از روی رمان «جیم هریسون» اقتباس شده بود. افسانه‌های خزان دربارهٔ یک افسر بازنشسته و سه پسر او است، که در مزرعه‌ای سرسبز و زیبا در مونتانا زندگی می‌کنند. با شروع جنگ جهانی اول در اروپا، زندگی آن‌ها تحت تأثیر جنگ قرار می‌گیرد و پس از مرگ کوچک‌ترین پسر خانواده در جنگ، دستخوش تراژدی‌های شخصی و پیچ در پیچ می‌شود. «جان تال»، فیلم‌بردار فیلم، تصاویر زیبا و چشم‌اندازهای فوق‌العاده‌ای از مونتانا ارائه داد و موفق شد در ۱۹۹۵، جایزه اسکار بهترین فیلمبرداری را نصیب خود کند.
زوئیک در سال ۱۹۹۶ فیلم شجاعت در زیر آتش را ساخت. آتش زیر خاکستر ساختاری چندلایه داشت و دربارهٔ سقوط مرموز هلیکوپتر یک زن افسر گروه نجات بود.
فیلم بعدی زوئیک، حکومت نظامی (۱۹۹۸) بود، که آن را با فیلم نامه‌ای از خودش جلوی دوربین برد. حکومت نظامی دربارهٔ یک حادثه تروریستی در نیویورک است. یک افسر سرسخت و خشن آمریکایی (با بازی «بروس ویلیس» این حادثه را از چشم مسلمانان مهاجر و معترض می‌بیند. این افسر رفتار خشن و بسیار بدی با بازداشت شده‌ها دارد و در این میان افسر دیگری (با بازی دنزل واشینگتن)، قصد دارد او را بر سر راه آورد و مسئله را به شیوه‌ای درست، حل و فصل کند.
فیلم بعدی او آخرین سامورایی (۲۰۰۳) بود. آخرین سامورایی دربارهٔ یک سرباز آمریکایی (با بازی «تام کروز» است، که از جنگ‌های داخلی آمریکایی‌ها با سرخ پوستان جان سالم به در برده و اکنون با خاطرات وحشتناکی که از جنگ و جنایت‌های یک افسر آمریکایی علیه سرخ پوستان برایش به یادگار مانده، زندگی می‌کند. از آنجا که او جنگ جوی ماهری است، از سوی ژاپنی‌ها برای آموزش سربازان ژاپنی برای جنگ با سامورایی‌های معترض استخدام می‌شود. این سرباز طی یک حادثه به دست سامورایی‌ها می‌افتد. او با سرکرده معترضان سامورایی (با بازی خوب «کن واتانابه» آشنا می‌شود و این آغازی است، برای آشنایی او با فرهنگ سامورایی و تغییر موضعش نسبت به جنگی که ناخواسته به آن کشیده شده.
آخرین سامورایی در واقع دربارهٔ دو جنگجوست که فرهنگ‌ها یشان آن‌ها را از هم بیگانه، اما ارزش‌هایشان آنان را به هم رزمانی وفادار بدل کرده است.
رؤیای دیرین زوئیک با ساخت آخرین سامورایی تحقق یافت (فیلم نامه فیلم را نیز خود زوئیک نوشته). زوئیک سال‌ها مجذوب فرهنگ و فیلم‌های ژاپنی بوده است. آکیرو کوروساوا، فیلم‌ساز بزرگ و مطرح ژاپن، فیلم‌ساز محبوب اوست، فیلم‌سازی که فیلم‌هایش همیشه برای او الهام بخش و تأثیرگذار بوده است، و همچون او مجذوب مبارزه و عناصر شخصی و اهداف فردی نهفته در آن بوده است.
فیلم‌های زوئیک عموماً به پیچیدگی جنگ و شرافت می‌پردازند. او در اغلب فیلم‌هایش مردانی را به تصویر کشیده که وفاداری شخصی شان بیش از اعتقاد سیاسی شان در سرنوشتشان مؤثر بوده است. زوئیک خود دربارهٔ آخرین سامورایی گفته:
«عمیقاً تحت تأثیر داستان عظمت شکست نوشته «ایوان موریس» قرار گرفتم که «سرگذشت سایگو تاکاموری»، یکی از مشهورترین شخصیت‌های ژاپنی است. مردی که در ابتدا به تشکیل یک حکومت کمک کرد و بعد خودش علیه این حکومت به پا خاست. زندگی زیبا و تراژیک او، به نوعی منبع الهام داستان ما بود.»
زوئیک علاوه بر ساخت فیلم، در تهیه‌کنندگی نیز بسیار فعال است. او تهیه‌کننده برخی از فیلم‌های خود یعنی افسانه‌های خزان، حکومت نظامی و آخرین سامورایی بوده و همچنین تهیه‌کننده فیلم‌های مطرحی چون شکسپیر عاشق (۱۹۹۸)، قاچاق (۲۰۰۰) و من سام هستم (۲۰۰۱) بوده است.

## جوایز و افتخارات
1. برنده جایزه اسکار بهترین فیلم برای فیلم شکسپیر عاشق در سال ۱۹۹۹
2. نامزد دریافت جایزه اسکار بهترین فیلم برای فیلم قاچاق در سال ۲۰۰۰
3. نامزد دریافت جایزه گلدن گلوب بهترین کارگردانی برای فیلم افتخار در سال ۱۹۹۰
4. نامزد دریافت جایزه گلدن گلوب بهترین کارگردانی برای فیلم افسانه‌های خزان در سال ۱۹۹۵
5. برنده جایزه بفتا بهترین فیلم برای فیلم شکسپیر عاشق در سال ۱۹۹۹

## فیلم‌شناسی

### کارگردان
1. دربارهٔ دیشب (۱۹۸۶ About Last Night)
2. افتخار (۱۹۸۹ Glory)
3. ترک کردن عادی (۱۹۹۲ Leaving Normal)
4. افسانه‌های خزان (۱۹۹۴ Legends of the Fall)
5. شجاعت در زیر آتش (۱۹۹۶ Courage Under Fire)
6. محاصره (۱۹۹۸- The Siege)
7. آخرین سامورایی (۲۰۰۳ The Last Samurai)
8. الماس خونین (۲۰۰۶ Blood Diamond)
9. دعوت به جنگ (Defiance ۲۰۰۸)
10. عشق و داروهای دیگر (۲۰۱۰ Love & Other Drugs)
11. قربانی پیاده (pawn sacrifice ۲۰۱۴)
12. جک ریچر: هرگز بازنگرد
13. محاکمه با آتش

### تهیه‌کننده
1. تیموتی و فرشته
2. «خانواده» (۸۰–۱۹۷۹ Family) مجموعه تلویزیونی
3. «عروسک‌های کاغذی» (1982 Paper Dolls)مجموعه تلویزیونی
4. (۱۹۸۲ Having It All) (مجموعه تلویزیونی)
5. «حدوداً سی ساله» (۹۱–۱۹۸۷ thirtysomething) (مجموعه تلویزیونی)
6. افسانه‌های خزان (۱۹۹۴)
7. محاصره (۱۹۹۸)
8. آخرین سامورایی
9. زیبایی خطرناک (۱۹۹۸ Dangerous beauty)
10. شکسپیر عاشق (۱۹۹۸ Shakespeare in Love)
11. قاچاق (۲۰۰۰ Traffic)
12. من سام هستم (۲۰۰۱ I Am Sam)
13. الماس خونین (۲۰۰۶)